# Erik G:son Lewenhaupt

Vapensköld för ätten Leijonhufvud och Lewenhaupt

Erik G:son Lewenhaupt, född 1903, död 1954 var en svensk greve och officer i utländsk tjänst. Efter strider som frivillig i Finland stred han på de allierades sida i andra världskriget, först för Norge och sedan i brittiska armén, och utförde fem fallskärmshopp i strid, bl.a. på D-dagen. När Tyskland kapitulerade överfördes han till tjänst i Burma. Efter krigsslutet arbetade han med att spåra japanska förband fram till 1946. Han var stationerad i Fjärran Östern till 1948 och erhöll sedan avsked ur brittiska armén. Han var bl.a. rådgivare vid uppbyggandet av Fallskärmsjägarskolan i Karlsborg.